# Víctor Pey Casado
Víctor Pey Casado (Madrid, 31 d'agost de 1915 – Santiago de Xile, 5 d'octubre de 2018) fou un enginyer, professor i empresari xilè, d'origen català.

## Biografia
Fill de Segimon Pey i Ordeix, de Sant Vicenç de Torelló (Osona), i de Manuela Casado, nascuda a Valladolid. Va lluitar a la Guerra Civil espanyola en la columna anarquista de Buenaventura Durruti al front de Osca. Però al cap de pocs dies, convocat a Barcelona, fou nomenat assessor tècnic al Departament Siderometalúrgic de la Comissió d'Indústries de Guerra de Catalunya.
Després de la caiguda de Barcelona, juntament amb el seu germà creuà els Pirineus. Van ser apressats i ingressats al camp de concentració de Perpinyà, on es trobaren amb la seva mare i la seva germana. Finalment, el 4 d'agost de 1939, des de Paulhac, s'embarcà junt amb la seva família en el vapor Winnipeg cap a Valparaíso, Xile, i després a Santiago, on es va exiliar.
A Xile treballà com a topògraf, després va ser copropietari amb el seu germà d'una empresa d'enginyeria que desenvoluparia projectes de gran envergadura –cases, obres públiques, camins, ports–,fou conseller del president Salvador Allende i amic personal de Pablo Neruda, a qui ajudà a exiliar-se a França quan aquest va ser perseguit pel govern. Va dirigir durant anys el diari Clarín, fins que fou clausurat i expropiat per la dictadura militar arran del cop d'estat de Xile de 1973, durant el qual s'hagué d'exiliar a Veneçuela.
Fortament compromès amb el seu país d'acollida i amb la democràcia, fou el gran impulsor, juntament amb Joan Garcés, del judici a Pinochet.
El 2015, coincidint amb el seu centenari, va ser homenatjat per la Universitat de Xile, poc abans de morir, als 103 anys a Santiago, amb el reconeixement de bona part de la classe política i intel·lectual del país.